# حزب جيل جديد
جيل جديد هو حزب سياسي في الجزائر تم إنشاؤه في 11 مارس 2011. وعقدت اللجنة التأسيسية  في 3 آذار / مارس 2012 الذي انتخب من قبل جيلالي سفيان رئيس الحزب. شعاره هو «واجب التحرك». جيل جديد هو جزء من التنسيقية من أجل الحريات والانتقال الديمقراطي (CLTD) الذي كان من بين المنادين لمؤتمر الوطني كبير للمعارضة الذي عقد في 10 حزيران / يونيو 2014 في الجزائر. في 2 حزيران / يونيو 2016، أعلن حزب جيل جديد، عن انسحابه من CNLTD في غياب اتفاق الشركاء الآخرين والالتزام بعدم إجراء مناقشات ثنائية مع النظام وعدم المشاركة في الانتخابات في غياب إنشاء لجنة تنظيم الانتخابات ومراقبتها، كما طلب CNLTD في منصة زرالدة وقعت من قبل جميع أحزاب المعارضة.

## تاريخ
جيل جديد تمت الموافقة عليه من طرف وزارة الداخلية في  5 مارس 2012. هو يقدم رؤية للعالم، وخاصة للمجتمع الجزائري من خلال عملية جماعية من النضج المستمر. في 2017 صرح بأنه متواجد عبر كامل ال 48 ولاية من البلاد وله تمثيل في الجالية الجزائرية في الخارج.

## المشاركة في الانتخابات
بعد شهرين من الموافقة عليها، شارك الحزب في الانتخابات البرلمانية التي جرت في مايو 2012 ب42 من القوائم.
كما شارك في الانتخابات البلدية في تشرين الأول / أكتوبر 2012 حيث حصل على الأغلبية في 12 بلدية وأكثر من 120 من المحلية المنتخبين.

## الانتخابات الرئاسية 2014
في المجلس الوطني المؤرخ 27 أيلول / سبتمبر 2013، قرر الحزب المشاركة في الانتخابات الرئاسية في نيسان / أبريل 2014. تشرين الثاني / نوفمبر 02, 2013,  أعلن رئيس الحزب جيلالي سفيان ترشحه للانتخابات الرئاسية في نيسان / أبريل 2014. لكنه إنسحب في الفاتح  آذار / مارس 2014 بعد إعلان الرئيس الحالي الترشح لفترة رابعة.

## لانتخابات التشريعية والمحلية لعام  2017
في 24 ديسمبر 2016، أعلن المجلس الوطني للحزب مقاطعة الانتخابات التشريعية المقررة في 4 مايو 2017، وذلك بسبب إصرار السلطات الواضح على منع أي إمكانية لتطور المشهد السياسي وأي إمكانية لأي تغيير حكومي ورفضها إنشاء لجنة مستقلة حقيقية لإدارة الانتخابات.

## الانتخابات الرئاسية  12 ديسمبر 2019
في 14 سبتمبر/أيلول، أي قبل يوم من انعقاد الهيئة الانتخابية، أعلن حزب جيل جديد رفضه لإجراء الانتخابات الرئاسية المقررة في 12 ديسمبر/كانون الأول 2019 بسبب غياب ضمانات الشفافية ورفض أي حوار مع المعارضة ورفض شروطها.

## الملاحظات والمراجع
1. ↑  Djazairess : Sofiane Djilali élu président du parti نسخة محفوظة 19 مارس 2018 على موقع واي باك مشين.
2. ↑  L'Expression - Le Quotidien - La Cltd se donne une nouvelle feuille de route نسخة محفوظة 19 مارس 2018 على موقع واي باك مشين.
3. ↑   https://web.archive.org/web/20200102223405/http://www.lesoirdalgerie.com/articles/2016/06/06/article.php?sid=197445&cid=2. مؤرشف من الأصل في 2020-01-02. {{استشهاد ويب}}: الوسيط |title= غير موجود أو فارغ (مساعدة)
4. ↑  Naissance d'un nouveau parti politique algérien : jil jadid - AgoraVox le média citoyen نسخة محفوظة 03 مايو 2018 على موقع واي باك مشين.
5. ↑  "Jil Jadid Europe". مؤرشف من الأصل في 13 يونيو 2015. اطلع عليه بتاريخ أغسطس 2020. {{استشهاد ويب}}: تحقق من التاريخ في: |تاريخ الوصول= (مساعدة)
6. ↑  Législatives du 10 mai: le parti Jil Jadid (JJ) présent dans 41 wilayas avec 5 femmes têtes de listes - Algérie360.com نسخة محفوظة 03 مارس 2016 على موقع واي باك مشين.
7. ↑  Élections locales : Commission nationale de supervision نسخة محفوظة 19 مارس 2018 على موقع واي باك مشين.
8. ↑  "Soufiane Djilali officiellement candidat à la présidentielle de 2014 - Tout sur l'Algérie". مؤرشف من الأصل في 2013-11-04.
9. ↑  "Sofiane Djilali : «Pourquoi je me présente à la présidentielle de 2014»". مؤرشف من الأصل في 2014-10-31.
10. ↑  Election présidentielle : Sofiane Djilali se retire - Algérie Patriotique نسخة محفوظة 31 أكتوبر 2014 على موقع واي باك مشين.